# Signetics Instructor 50
Signetics Instructor 50 (Instructor 50) је професионални рачунар, производ фирме Signetics који је почео да се израђује у САД током 1978. године.
Користио је Signetics 2650 као централни микропроцесор а RAM меморија рачунара Instructor 50 је имала капацитет од 128 бајтова ( монитор) + 512 бајтова (слободно за корисника).

## Детаљни подаци
Детаљнији подаци о рачунару Instructor 50 су дати у табели испод.
|                       |                                                              |
| [ 1 ]                 |                                                              |
| Произвођач            |                                                              |
| Тип                   | професионални рачунар                                        |
| Меморија              | 128 бајтова ( монитор) + 512 бајтова (слободно за корисника) |
| Поријекло             | Сједињене Америчке Државе                                    |
| Година                | 1978                                                         |
| Тастатура             | 1 хексадецимални сегмент + 1 функцијски сегмент              |
| Процесор              |                                                              |
| Фреквенција процесора | 895                                                          |
| RAM                   | 128 бајтова ( монитор) + 512 бајтова (слободно за корисника) |
| ROM                   | 2 (монитор)                                                  |
| Текст                 | LED показивач - 1 линија of 8 знакова                        |
| Графика               | нема                                                         |
| Боја                  | нема                                                         |
| Звук                  | нема                                                         |
| Димензије             | 35 (ширина) x 25 (дубина) x 7,5 (висина) / 1,1               |
| Портови               |                                                              |
| Оперативни систем     |                                                              |